# Кьер, Петер
Пе́тер Кьер (дат. Peter Kjær; род. 5 ноября 1965, Фредерисия, Вайле) — датский футболист, вратарь, известный по выступлениям за «Силькеборг» и сборную Дании. Участник Чемпионатов мира 1998, 2002 и чемпионата Европы 2000 года.

## Клубная карьера
В 1983 году Петер начал свою карьеру в клубе «Вайле». В год своего дебюту Кьер выиграл чемпионат Дании. За команду он провел в общей сложности 225 матчей и забил два гола. В сезоне 1991/1992 Петер был вытеснен из состава Бойе Хабекостом, а клуб вылетел в первый дивизион. В 1993 году Кьер перешёл в «Силькеборг» в составе которой он во второй раз выиграл чемпионат, завоевал Кубок Дании и Кубок Интертото 1996. В 1999 году Кьер был удостоен звания Лучшего вратаря года в Дании. За «Силькеборг» он провел 291 матч и забил два гола во всех турнирах.
В 2001 году тренер турецкого «Бешикташа» Кристоф Даум пригласил Кьера в команду. После двух месяцев Даум подал в отставку и Петер попросил руководство аннулировать его контракт. В октябре 2001 года соотечественник Кьера Эббе Сковдаль пригласил его в шотландский «Абердин», который он тренировал. Петер отыграл за клуб два сезона после чего завершил карьеру.
После окончания карьеры Кьер был спортивным комментатором. В 2008 году он полгода проработал в Силькеборге на должности спортивного директора, после чего вновь вернулся на телевидение.

## Международная карьера
Петер был резервным вратарём на Кубке Короля Фахда в 1995 году, Чемпионатах мира 1998 и 2002 годов, а также Евро-2000. 25 апреля 2001 года в прощальном матче Петера Шмейхеля против сборной Словении Кьер дебютировал за сборную Дании в возрасте 35-ти лет, заменив виновника торжества во втором тайме. После этого Петер сыграл ещё в двух встречах отборочного раунда чемпионата мира 2002 — 1 сентября 2001 года он вышел на 12-й минуте матча против Северной Ирландии вместо получившего перелом носа Томаса Сёренсена, а 5 сентября сыграл против Болгарии. Также он провёл один товарищеский матч.

## Статистика

### Матчи Кьера за сборную Дании
| Матчи Кьера за сборную Дании | Матчи Кьера за сборную Дании | Матчи Кьера за сборную Дании | Матчи Кьера за сборную Дании | Матчи Кьера за сборную Дании | Матчи Кьера за сборную Дании |
| ---------------------------- | ---------------------------- | ---------------------------- | ---------------------------- | ---------------------------- | ---------------------------- |
| №                            | Дата                         | Соперник                     | Счёт                         | Пропущено голов              | Соревнование                 |
| 1                            | 25 апреля 2001               | Словения                     | 3:0                          | —                            | Товарищеский матч            |
| 2                            | 1 сентября 2001              | Северная Ирландия            | 1:1                          | 1                            | Чемпионат мира 2002 (отбор)  |
| 3                            | 5 сентября 2001              | Болгария                     | 2:0                          | —                            | Чемпионат мира 2002 (отбор)  |
| 4                            | 27 марта 2002                | Ирландия                     | 0:3                          | 2                            | Товарищеский матч            |

Итого: 4 матча / пропущено 3 гола; 2 победы, 1 ничья, 1 поражение.

## Достижения
Командные
«Вайле»
- Чемпионат Дании по футболу — 1983

«Силькеборг»
- Чемпионат Дании по футболу — 1993/94
- Обладатель Кубка Дании — 1994
- Обладатель Кубка Интертото — 1996

Международные
Дания
- Кубок Короля Фахда — 1995

Индивидуальные
- Лучший вратарь Дании — 1999